# Al-Walid ibn 'Uqba
al-Walīd ibn ʿUqba (in arabo ﺍﻟﻮﻟﺒﺪ ﺑﻦ ﻋﻘﺒـة‎?; La Mecca, ... – al-Raqqa, 680) è stato un Sahaba.

## Biografia
Era figlio di 'Uqba ibn Abi Mu'ayt, uno strenuo avversario del profeta islamico Maometto, morto nello scontro di Badr (624), ed era fratello di Umm Kulthum bint 'Uqba. e fratellastro uterino di ʿUthmān ibn ʿAffān.
Al contrario del padre, morto pagano, si convertì nel 630, al momento della conquista della Mecca da parte del Profeta, che lo incaricò di raccogliere la zakāt da alcuni gruppi tribali dell'Arabia e della Giazira.
Ciò nonostante la sua fama di buon musulmano fu assai discussa e contestata e la sua nomina nel 646 a Wali di Kufa da parte del fratellastro fu interpretata come uno smaccato atti di nepotismo. Accusato di libertinaggio e di alcolismo, fu rimosso dalla sua carica nel 650 per volere di ʿUthmān
Fuggito in Jazira nel corso della fitna tra 'Ali ibn Abi Talib e Mu'awiya ibn Abi Sufyan, rimase lontano da Medina fino alla sua morte.